# محمد بن أبي بكر البغدادي
أبو عبد الله محمد بن أبي بكر البغدادي المعروف بـ«ابن الرشيد»، هو واعظ وفقيه شافعي المذهب من شعراء بغداد.

## نبذة عن حياته
قدم محمد بن أبي بكر البغدادي إلى مصر والإسكندرية ووعظ بهما وسمع منهُ جماعة منهم الإمام العلامة شرف الدين أبو العباس أحمد بن عثمان السخاوي الشافعي إمام جامع الأزهر، والإمام العلامة قاضي القضاة بدر الدين محمد بن إبراهيم بن جماعة، سمع منه قصائده الوتريات ورافقه في الحج ودخل إفريقية وجال في بلاد المغرب وكان ظاهر التدين والصلاح.

## آثاره
له من المؤلفات:
- الزيارات المحمدية.
- بستان العارفين.
- الوتريات في مدح أفضل الكائنات وتسمى: القصائد الوترية في مدح خير البرية. وهي 29 قصيدة مرتبة قوافيها على حروف المعجم بحيث تبتدئ جميع ابيات القصيدة بحرف من حروف المعجم ويكون هو القافية على حساب الجمل الذي هي ( أبجد هوز حطي كلمن سعفص قرشت ثخذ ضظغ )، وجعل عدد أبيات كل قصيدة 21، فكان عدد القصائد وترا وعدد ابيات كل قصيدة وترا (أي فرديا وليس زوجيا)، وقد أطلق عليها ناظمها اسم:

"القصائد الوترية في مدح خير البرية"
وقد حظيت وتريات ابن الرشيد بتخميس وتشطير وتسبيع خاصة من شعراء المغرب، حيث أن مستقر الشاعر في آخر حياته كان في مراكش المغرب ومات في طريق عودته إليها.

## نماذج من وترياته
وفيها:
ومنها
ومنها

## وفاته
توفي محمد البغدادي عام 662 هـ/ 1264 م. وقيل توفي سنة 663هـ.